# Jean-François de Bar
Jean-François de Bar, né le 27 avril 1730 et mort le 15 juin 1798 à Paris, est un général de brigade de la Révolution française.

## Biographie
Il entre au service, en 1746, comme volontaire au régiment de Bellesondre-cavalerie avec lequel il fait toutes les campagnes du maréchal de Saxe. En 1750, il entre dans la Garde nationale de Paris jusqu'en 1776 où il obtient les fonctions de major. Nommé capitaine d'infanterie, il passe avec ce grade dans le régiment de garnison du roi le 10 mai 1778. Il y est fait major et commandant de la partie active le 30 décembre 1785. En 1792, il est nommé colonel du régiment de Vexin infanterie, et général de brigade le 8 juillet 1795, employé à la 17e division militaire en qualité de chef de la légion de police puis à partir de septembre à l'armée de l'intérieur.
Destitué le 4 octobre de cette même année par le général Barras, commandant des troupes conventionnelles, il propose au gouvernement, en janvier 1796, un projet d'organisation de la garde nationale parisienne. Accusé en février suivant d'avoir trempé dans la conspiration de Lavilleheurnoy, on lui reproche de ne pas avoir déployé l'activité nécessaire en des circonstances aussi graves, il est conduit devant le conseil militaire. Interrogé le 13 mars, il est totalement déchargé de toutes accusations le 4 avril, il est acquitté le 6 du même mois, mis au traitement de réforme le 24 octobre 1796.

## Décorations
Il est fait Chevalier de Saint-Louis le 19 mars 1786.

## Sources
1. ↑  (en) « French Infantry Regiments and the Colonels who Led Them: 1791 to 1815. », sur www.napoleon-series.org (consulté le 10 mars 2012), Section Five of the above officers attained the rank of General-de-Brigade

- Jean-Bastiste-Pierre Courcelles, Dictionnaire historique et biographie des généraux français depuis le XIe siècle jusqu'en 1822, vol. Tome 1er, 1820, 493 p. (lire en ligne), p. 62
- Georges Six, Dictionnaire biographique des Généraux et Amiraux de la Révolution et de l'Empire (1792-1814).